# George William Lemon
George William Lemon (1726 – 4 ottobre 1797) è stato un lessicografo britannico, autore di un antico dizionario etimologico della lingua inglese, pubblicato nel 1783.

## Biografia
Secondo Lemon la lingua inglese è basata su sei antichi idiomi:
1. "l'ebraico o il fenicio" (quindi lingue semitiche)
2. "il greco"
3. "il latino o italiano" (lingue romanze)
4. "il celtico e francese"
5. "il sassone, teutonico o germanico" (lingue germaniche occidentali)
6. "l'islandese e gli altri dialetti nordici" (lingue germaniche settentrionali)

Di conseguenza, le voci si concentrano sulle parole in inglese di derivazione latina o greca. Venti anni prima della scoperta della legge di Grimm non si poteva pretendere che Lemon individuasse le etimologie germaniche delle parole. Eppure il dizionario di Lemon ha un suo valore in quanto fu un lavoro pionieristico nel campo della filologia alla vigilia delle scoperte di William Jones, Friedrich Schlegel e Rasmus Rask, che segnarono l'inizio della linguistica moderna.

## Opere
- Græcæ Grammaticæ Rudimenta, 1774
- English Etymology Or, A Derivative Dictionary Of The English Language: In Two Alphabets. Tracing the Etymology of those Words that are derived (1.) from the Greek and Latin Languages; (2.) from the Saxon and Northern Tongues. The Whole Compiled From Vossius, Méric Casaubon, Spelman, Somner, Minshew, Junius, Skinner, Verstegan, Ray, Nugent, Upton, Cleland, And Other Etymologists, 1783.